# Diplodactylus polyophthalmus
Diplodactylus polyophthalmus är en ödleart som beskrevs av  Günther 1867. Diplodactylus polyophthalmus ingår i släktet Diplodactylus och familjen geckoödlor. Inga underarter finns listade i Catalogue of Life.